# Ilhas Salomão nos Jogos Olímpicos de Verão de 2000
As Ilhas Salomão participaram dos Jogos Olímpicos de Verão de 2000 em Sydney, Austrália.